# Dodge 50 Series
 (septembre 2020).
Si vous disposez d'ouvrages ou d'articles de référence ou si vous connaissez des sites web de qualité traitant du thème abordé ici, merci de compléter l'article en donnant les références utiles à sa vérifiabilité et en les liant à la section « Notes et références ».
Les Dodge 50 Series, plus tard connus sous le nom de Renault 50 Series, étaient des véhicules utilitaires légers produits au Royaume-Uni par Chrysler Europe puis Renault Véhicules Industriels entre 1979 et 1993. La série Dodge 50 utilisait la même cabine que les fourgonnettes américaines de la série Dodge B, mais dans un état modifié pour répondre aux réglementations européennes. Le châssis était cependant de conception britannique et n’avait aucune pièce partagée avec le fourgon américain, étant un peu plus grand.
Le 50 Series comprenait une large gamme de configurations de châssis et de carrosserie, y compris deux conceptions de cabine distinctes, et couvrait la plage de poids commerciaux de 3 500 à 7 500 kg (7 700 à 16 500 lb). Différents moteurs ont été proposés, dont le Perkins Phaser et le 4.236.
Le RB44, une version à quatre roues motrices vaguement basée sur la fourgonnette Dodge, a été construit par Reynolds Boughton (maintenant connue sous le nom de Boughton Engineering) au début des années 1990.

## Versions
Les entreprises de carrosserie en ont converti en de nombreuses configurations différentes, des camions à benne basculante aux bus. Beaucoup ont été construits en tant que «châssis-cabines» pour être équipés de caisses; ceux-ci étaient largement utilisés par les sociétés de services publics au Royaume-Uni. Ils étaient souvent équipés de compresseurs et de générateurs. Peu à peu, ce type de véhicule est tombé en disgrâce, en partie en raison de problèmes de fiabilité liés à la combinaison de l'équipement d'usine et de la transmission du véhicule. Le véhicule est par ailleurs de construction robuste. Les entreprises de services publics préfèrent aujourd'hui les fourgonnettes plus petites avec des générateurs remorqués. La version à quatre roues motrices a été utilisée par l'armée britannique car elle était l'un des très rares camions britanniques de la catégorie, et il pouvait même transporter beaucoup plus de provisions et d'équipements que les plus grands modèles Land Rover.
Chrysler a reçu une aide financière du gouvernement britannique qui était désespéré de soutenir l'industrie automobile britannique en difficulté. Cependant, ayant hérité de diverses marques (et usines) de voitures et de véhicules utilitaires en difficulté du groupe Rootes, notamment les marques commerciales Commer et Karrier, en plus de diverses entreprises françaises, Chrysler Europe a eu du mal à dégager des bénéfices. En 1978, Chrysler s'est complètement retiré de ses opérations européennes, les vendant à Peugeot. Les voitures et les petits fourgons sont devenus connus sous le nom de Talbot.

## Rachat par Peugeot
Cependant, Peugeot avait peu d'intérêt pour les véhicules utilitaires et l'usine pour les modèles plus lourds était gérée en partenariat avec Renault Véhicules Industriels, qui cherchait un site de production au Royaume-Uni pour les moteurs de leurs modèles existants de marque Renault. Ils ont continué à fabriquer le 50 Series, ainsi que le petit Dodge (anciennement Commer) Spacevan et le grand Dodge 100 / Commando 2 Series de 7 500 à 23 000 kg (16 500 à 50 700 lb). La transition vers la marque Renault a été un peu brouillée par certains véhicules portant à la fois le nom Dodge et le logo losange de Renault.

### Renault 50
En 1987, le 50 Series avait été mis à jour et avait reçu les noms Renault 50 Series ou Desoto 50 Series aux Bermudes ; l'incarnation britannique de la marque Dodge a cessé d'être utilisée pour les nouveaux véhicules. (Chrysler a maintenu une marque Dodge entièrement distincte aux États-Unis et, en 2006, a commencé à réintroduire des modèles de voitures Dodge des États-Unis sur le marché britannique.) Renault a continué à fabriquer le 50 Series jusqu'en 1993, mais ce ne fut jamais un grand succès commercial, étant même contraint d'être en concurrence avec d'autres produits Renault, sous la forme du fourgon Master, que Renault privilégiait sur ses marchés d'exportation. Les fourgons des séries Dodge et Renault 50 ont finalement été remplacés par les fourgons Renault Master, sur lesquels ils partageaient le même moteur.
En 1994, Renault - désireux de libérer l'usine pour la production de moteurs à grande échelle - a vendu l'outillage de production à un constructeur chinois. Le 50 Series est toujours produit en Chine sous un autre nom[citation nécessaire].